# Torajirō Kishi
Pour les articles homonymes, voir Kishi (homonymie).
岸・虎次郎
Œuvres principales
Première œuvre : Colorful
Autres ouvrages :
- Bloody Mary
- Maka-Maka
- Speed master

Torajirō Kishi (岸・虎次郎, Kishi Torajirō) est un dessinateur de manga japonais. Il est né en 1973 dans la préfecture de Kanagawa, au Japon.

## Biographie
Il a fait  ses études à l’université de Gakushuin.
Il commence sa carrière de mangaka en 1997 avec Colorful, prépublié dans Weekly Shōnen Jump. Il est remarqué car il est entièrement en couleur, contrairement au manga traditionnel en noir et blanc.

## Œuvre

### Manga
- 1998 - 2000 : Colorful - 7 volumes (Ed. Shueisha), Ecchi adapté en série d'animation
- 2002 - 2004 : Bloody Mary - 4 volumes (Ed. Shueisha) S.F.
- 2003 - 2005 : Maka-Maka - 2 volumes (Ed. Jive) Yuri
- 2007 : Speed master (Ed. Akita shoten) Tuning, adapté en film au Japon

### Roman
- Kokuhaku (confession)
- Pureful anthology (collaboration de 6 auteurs) (Ed. Jive)